# Emil Bednarek
Emil Bednarek (* 20. Juli 1907 in Königshütte, Oberschlesien; † 27. Februar 2001 in Waldsassen, Oberpfalz) war Funktionshäftling und Blockältester im KZ Auschwitz I und später auch im KZ Auschwitz II.

## Leben
Emil Bednarek wurde als Sohn eines Bergmannes geboren. Nach dem Besuch der Volksschule  arbeitete er von 1920 bis 1927 im Steinkohlenbergbau und machte auf der Abendschule eine kaufmännische Ausbildung. 1927/28 musste er in der polnischen Armee den Militärdienst ableisten und war anschließend arbeitslos. Erst 1931 fand Bednarek eine Anstellung als kaufmännischer Angestellter bei einer Bergwerksgesellschaft. Seit dem 1. Mai 1933 war er mit Elfriede Sporcic verheiratet, das Paar bekam zwei Kinder.
Im September 1939 erfolgte im Zuge des Überfalls auf Polen seine Einberufung in die polnische Armee. Bednarek desertierte und lief zu den Deutschen über. Danach fand er wieder eine Anstellung als kaufmännischer Angestellter bei einer Ziegelei. Nach einer Großrazzia Mitte April 1940 wurde Bednarek von der Gestapo festgenommen, da er verdächtigt wurde, einer polnischen Widerstandsorganisation anzugehören.
Nach kurzzeitiger Untersuchungshaft wurde Bednarek am 6. Juli 1940 als politischer Häftling mit der Registrierungsnummer 1325 in das KZ Auschwitz eingewiesen. Im Oktober 1940 wurde Bednarek als  Volksdeutscher von der SS als Funktionshäftling eingesetzt und fungierte zunächst im Stammlager (u. a. Funktionshäftling bei der Erziehungskompanie), ab März 1942 als Blockältester in Auschwitz-Birkenau. Zuletzt war er im Männerlager von Auschwitz-Birkenau Blockältester der Strafkompanie.
Im Rahmen der Räumung des KZ Auschwitz-Birkenau leitete Bednarek im Januar 1945 eine Gruppe polnischer Kinder in das KZ Mauthausen. Hier erlebte Bednarek die Befreiung durch die US Army und das Kriegsende.

## Nachkriegszeit
Nach der Befreiung kehrte Bednarek kurzzeitig nach Königshütte zurück und siedelte dann ins fränkische Schirnding über, wo er sich Ende 1945 der amerikanischen Militäradministration als Treuhänder für die Firma Trautwein anbot und in dieser Funktion bis 1947 tätig war. Danach eröffnete er eine Bahnhofsgaststätte in Schirnding und später auch noch einen Kiosk. In Schirnding war bekannt, dass er Häftling in Auschwitz war, und die Behörden bewilligten ihm eine Wiedergutmachungszahlung. In Riederau am Ammersee kaufte er sich im Juli 1959 nach einem Lottogewinn über 15.000 DM ein Grundstück, auf dem sich eine Pension und ein Lebensmittelgeschäft befanden. Kurz darauf veräußerte er das Grundstück wegen Personalmangels wieder. Danach nahm er wieder in Schirnding seinen Wohnsitz und arbeitete als Buchhalter in dem Lebensmittelgeschäft, das er seiner Lebensgefährtin Frieda Thoma verpachtet hatte. Seine Ehefrau und die gemeinsamen Kinder lebten in Polen.

## Verhaftung, Prozess und Verurteilung
Zwei polnische Auschwitzüberlebende, die nach einer Vernehmung durch die Frankfurter Staatsanwaltschaft gerade auf der Rückreise nach Polen waren, erkannten Bednarek 1960 auf dem Grenzbahnhof Schirnding. Die informierte Frankfurter Staatsanwaltschaft vollstreckte im November 1960 den zuvor erlassenen Haftbefehl.
Im 1. Auschwitzprozess, der am 20. Dezember 1963 in Frankfurt am Main aufgenommen wurde, wurde er im August 1965 zu lebenslangem Zuchthaus wegen Mordes in 14 Fällen und Aberkennung der bürgerlichen Ehrenrechte auf Lebenszeit verurteilt.
Während des Prozesses wurde Bednarek von vielen Zeugen belastet. Bednarek soll die Häftlinge seines Blocks bei geringsten Vergehen so geschlagen haben, dass einige starben. Der Zeuge Schwarzbaum sagte aus:

„Von Zeit zu Zeit wurde überprüft, ob jemand Läuse hatte, und der Häftling, bei dem Läuse gefunden wurden, bekam Stockhiebe. Ein Kamerad von mir mit Namen Chaim Birnfeld schlief neben mir auf dem dritten Stock der Pritschen. Bei ihm wurden wahrscheinlich viele Läuse gefunden, denn Bednarek schlug ihn furchtbar, und er dürfte ihn an der Wirbelsäule verletzt haben. Birnfeld weinte und klagte in der Nacht. Morgens lag er tot auf der Pritsche.“

Bednarek wurde 1975 nach einem stattgegebenen Gnadengesuch aus der Haft in Butzbach entlassen. Für die Befürwortung des Gnadengesuches setzten sich zum Teil auch polnische Auschwitzüberlebende ein, die zum einen auf das Überleben der polnischen Kinder des Evakuierungstransportes nach Mauthausen und zum anderen auf Bednareks Stillschweigen über geheime Andachten hinwiesen.